# Tim Köther
Tim Köther (* 22. února 2001) je německý profesionální fotbalista, který hraje na pozici záložníka za nizozemský klub Roda JC Kerkrade.

## Kariéra
Köther přestoupil z Fortuny Düsseldorf do 1. FC Heidenheim v roce 2022. O rok později byl na sezónu 2023/24 zapůjčen do MSV Duisburg.
Dne 1. srpna 2024 podepsal Köther dvouletou smlouvu s Roda JC v Nizozemsku poté, co byla jeho smlouva s Heidenheimem ukončena. Svůj soutěžní debut za klub si odbyl 12. srpna v úvodním zápase sezóny pod trenérem Basem Sibumem, když Roda utrpěla těžkou porážku 6:1 od Jong AZ.

## Statistiky

### Klubové
Platí k zápasu hranému 16. září 2024.
| Klub                     | Sezóna            | Liga              | Liga   | Liga | Národní pohár | Národní pohár | Ostatní | Ostatní | Celkově | Celkově |
| Klub                     | Sezóna            | Soutěž            | Zápasy | Góly | Zápasy        | Góly          | Zápasy  | Góly    | Zápasy  | Góly    |
| ------------------------ | ----------------- | ----------------- | ------ | ---- | ------------- | ------------- | ------- | ------- | ------- | ------- |
| Fortuna Düsseldorf       | 2020/21           | 2. Bundesliga     | 0      | 0    | 0             | 0             | —       | —       | 0       | 0       |
| Fortuna Düsseldorf       | 2021/22           | 2. Bundesliga     | 1      | 0    | 0             | 0             | —       | —       | 1       | 0       |
| Fortuna Düsseldorf       | Celkově           | Celkově           | 1      | 0    | 0             | 0             | —       | —       | 1       | 0       |
| Fortuna Düsseldorf II    | 2020/21           | Regionalliga West | 22     | 1    | —             | —             | —       | —       | 22      | 1       |
| Fortuna Düsseldorf II    | 2021/22           | Regionalliga West | 31     | 6    | —             | —             | —       | —       | 31      | 6       |
| Fortuna Düsseldorf II    | Celkově           | Celkově           | 53     | 7    | —             | —             | —       | —       | 53      | 7       |
| 1. FC Heidenheim         | 2022/23           | 2. Bundesliga     | 1      | 0    | 0             | 0             | —       | —       | 1       | 0       |
| MSV Duisburg (hostování) | 2023/24           | 3. Liga           | 28     | 1    | —             | —             | —       | —       | 28      | 1       |
| Roda JC                  | 2024/25           | Eerste Divisie    | 4      | 0    | 0             | 0             | —       | —       | 4       | 0       |
| Celkově v kariéře        | Celkově v kariéře | Celkově v kariéře | 87     | 8    | 0             | 0             | —       | —       | 87      | 8       |